# Estany Roi
L'Estany Roi és un llac que es troba en el terme municipal de la Vall de Boí, a la comarca de l'Alta Ribagorça, i dins la zona perifèrica del Parc Nacional d'Aigüestortes i Estany de Sant Maurici.
El llac, d'origen glacial, està situat a 2.305 metres d'altitud, en el sector sud-occidental de la Vall de Llubriqueto. Té una superfície de 3,54 hectàrees i 10 metres de fondària màxima. Per la seva riba septentrional rep les aigües de l'Estany Roi de Dalt (NNO); i drena per l'extrem meridional, sent el naixement del Barranc d'Estany Roi.
Situat entre els pics de l'Estany Gémena (NE) i d'Estany Roi (SO), els reflexos del vessant vermellos d'aquest últim donen nom a l'estany.

## Rutes[3]
Des del Pla de la Cabana de la Vall de Llubriqueto, travessant la Pleta del Pi i pujant pel Barranc d'Estany Roi